# Philly Joe Jones
Joseph Rudolph Jones (15 de julio de 1923 – 30 de agosto de 1985), más conocido como Philly Joe Jones, fue un baterista estadounidense de jazz. Nacido en Filadelfia, Estados Unidos, el mote "Philly" (el diminutivo de Filadelfia) se lo pusieron para distinguirle de otro baterista de jazz, Papa Jo Jones, ya consolidado como el baterista de Count Basie.
Formó parte del primer quinteto de Miles Davis.

## Biografía
Además de su trabajo con el quinteto de Miles Davis de 1955 a 1958, Jones también grabó con otros músicos relevantes de la época, y aparece en grabaciones históricas como Tenor Madness (1956) y Newk's Time (1957) de Sonny Rollins y Blue Train (1957) de John Coltrane. 
A partir de 1958, lideró sus propias bandas y trabajó como sideman de músicos como Bill Evans, Hank Mobley, Freddie Hubbard y Dexter Gordon. 
De 1981 hasta su muerte en 1985, lideró el grupo Dameronia, dedicado a la música de Tadd Dameron.

## Discografía

### Como líder
- 1957:  The Joe Jones Special (Jazztone)
- 1958:  Blues for Dracula (Riverside Records)
- 1959:  Drums Around the World: Philly Joe Jones Big Band Sounds (Riverside)
- 1959:  Showcase con Blue Mitchell, Julian Priester, Pepper Adams (Riverside)
- 1960:  Philly Joe's Beat (Atlantic)
- 1964:  Together! con Elvin Jones (Atlantic)
- 1968:  Mo' Joe - Black Lion
- 1968:  My Fire - Prestige
- 1977:  Mean What You Say - Sonet
- 1977:  Philly Mignon - Galaxy
- 1978:  Drum Songs - Galaxy
- 1979:  Advance! - Galaxy
- 1981:  Octet - Marge
- 1982:  To Tadd with Love - Uptown

### Como acompañante
Con Miles Davis
- 1956: Cookin' con el Quinteto de Miles Davis (Prestige)
- 1956: Relaxin' con el Quinteto de Miles Davis (Prestige)
- 1956: Workin' con el Quinteto de Miles Davis (Prestige)
- 1956: Steamin' con el Quinteto de Miles Davis (Prestige)
- 1957: 'Round About Midnight (Columbia)
- 1958: Porgy and Bess (Columbia)
- 1958: Milestones (Columbia)
- 1961: Someday My Prince Will Come (Columbia)

Con Sonny Rollins
- 1956: Tenor Madness (Riverside)
- 1967: Newk's Time (Blue Note)

Con Bill Evans
- 1958: Everybody Digs Bill Evans (Riverside Records)
- 1967: California Here I Come (Verve)

Con Blue Mitchell
- 1958: Big 6 (Riverside)
- 1958: Smooth as the Wind (Riverside)

Con otros líderes
- 1956: J.R. Monterose - J. R. Monterose (Blue Note)
- 1956: Bennie Green - Bennie Green with Art Farmer (Prestige)
- 1957: John Coltrane - Blue Train (Blue Note)
- 1957: Joe Castro - Mood Jazz  (Atlantic)
- 1957: Art Pepper - Art Pepper Meets the Rhythm Section (Riverside)
- 1957: Clark Terry - In Orbit (Riverside)
- 1958: Jimmy Smith - Softly as a Summer Breeze (Blue Note)
- 1958: Sonny Clark - Cool Struttin' (Blue Note)
- 1960: Freddie Hubbard - Goin' Up (Blue Note)
- 1961: Dexter Gordon - Dexter Calling... (Blue Note)
- 1961: Hank Mobley - Another Workout (Blue Note)
- 1969: Archie Shepp - Archie Shepp & Philly Joe Jones - (America)
- 1977: Red Garland - Keystones! (Xanadu)